# Latterman
Latterman was een vierkoppige Amerikaanse punkband afkomstig uit Huntington, New York die werd opgericht in 2000. Op 18 oktober 2007 werd via Punknews.org bekend gemaakt dat de band uit elkaar was gegaan. De leden van de band zijn daarna verder gegaan in andere bands. De band heeft tijdens zijn bestaan drie studioalbums laten uitgeven. Aanvankelijk door Deep Elm Records op cd, later werden deze heruitgegeven door No Idea Records in 2011 op grammofoonplaat.

## Geschiedenis
De band werd opgericht in 2000 in Huntington, Long Island, en tekende vervolgens al snel een contract bij het platenlabel Deep Elm Records. De band liet via dit label het debuutalbum uitgeven, getiteld Turn Up the Punk, We'll Be Singing (2002), dat enkele jaren werd gevolgd door het tweede studioalbum via hetzelfde label, getiteld No Matter Where We Go..! (2005). Laatstgenoemde album bereikte de vierde plaats in de Top 20 beste albums van 2005 van de website Punknews.org. In de maanden april en mei 2006 begon de band aan een intensieve eerste tour door Europa. Het derde en meest recente studioalbum, getiteld ...We Are Still Alive, werd uitgegeven in 2006.
Op 18 oktober 2007 bevestigde Matt Canino via Punknews.org de geruchten die gedurende enkele maanden circuleerden, namelijk over de vermeende opheffing van de groep. Begin december 2011 speelde de band vier reünieshows. De formatie bestond toen uit zanger en gitarist Phil Douglas, zanger en basgitarist Mattie Jo Canino, gitarist Brian Crozier en drummer Pat Schramm. Eind oktober 2012 speelde de band ook een reünieconcert op het punkfestival The Fest, dat wordt georganiseerd door No Idea Records, het platenlabel waaronder ook de drie studioalbums van de band zijn (her)uitgegeven.

## Stijl en teksten
Het kwartet speelt een energieke vorm van punkrock, met agressieve gitaren en schorre zangpartijen die soms naar schreeuwen neigen. De muziekstijl ligt soms dicht bij melodieuze hardcore, maar Latterman besteedde ook aandacht aan de melodieën en refreinen, die vaak naar het meer melodische poppunk neigen. De teksten nemen over het algemeen een positief perspectief aan, en gaan zowel over politieke thema's die de punkers dierbaar zijn zoals pacifisme, antiracisme, en feminisme, of over persoonlijkere onderwerpen, zoals vriendschap, toewijding of zelfrespect.

## Leden
| Laatste formatie - Phil Douglas - gitaar, zang - Matt Canino - basgitaar, zang - Brian Crozier - gitaar - Pat Schramm - drums | Voormalige leden - Dan Sposato - Bryce Hackford - Mike Campbell - Jeff Cunningham |

## Discografie
Studioalbums
- Turn Up the Punk, We'll Be Singing (2002)
- No Matter Where We Go..! (2005)
- ...We Are Still Alive (2006)

Andere albums
- None of These Songs Are About Girls (2000)
- Nakatomi Plaza X Latterman (2001, splitalbum met de band Nakatomi Plaza)
- Our Better Halves (2011)